# Antoni Sanga
Antoni Sanga (zm. 10 września 1622 na wzgórzu Nishizaka w Nagasaki w Japonii) – błogosławiony Kościoła katolickiego, japoński katechista, męczennik, ofiara prześladowań antykatolickich w Japonii.

## Życiorys
Antoni Sanga jako katechista pomagał w działalności ewangelizacyjnej jezuickim misjonarzom w Japonii. Należał do Bractwa Różańcowego.
W Japonii w okresie Edo (XVII w.) doszło do prześladowań chrześcijan. Ponieważ krążyły pogłoski, że wyrzekł się wiary Antoni Sanga publicznie wyznał, że jest chrześcijaninem. Z tego powodu został spalony żywcem 10 września 1622 na wzgórzu Nishizaka w Nagasaki. Przed śmiercią był świadkiem ścięcia jego żony Magdaleny, która podobnie jak on należała do Bractwa Różańcowego.
Został beatyfikowany razem z żoną w grupie 205 męczenników japońskich przez Piusa IX w dniu 7 lipca 1867 (dokument datowany jest 7 maja 1867).
Dniem jego wspomnienia jest 10 września (w grupie 205 męczenników japońskich).